# Barna da Siena

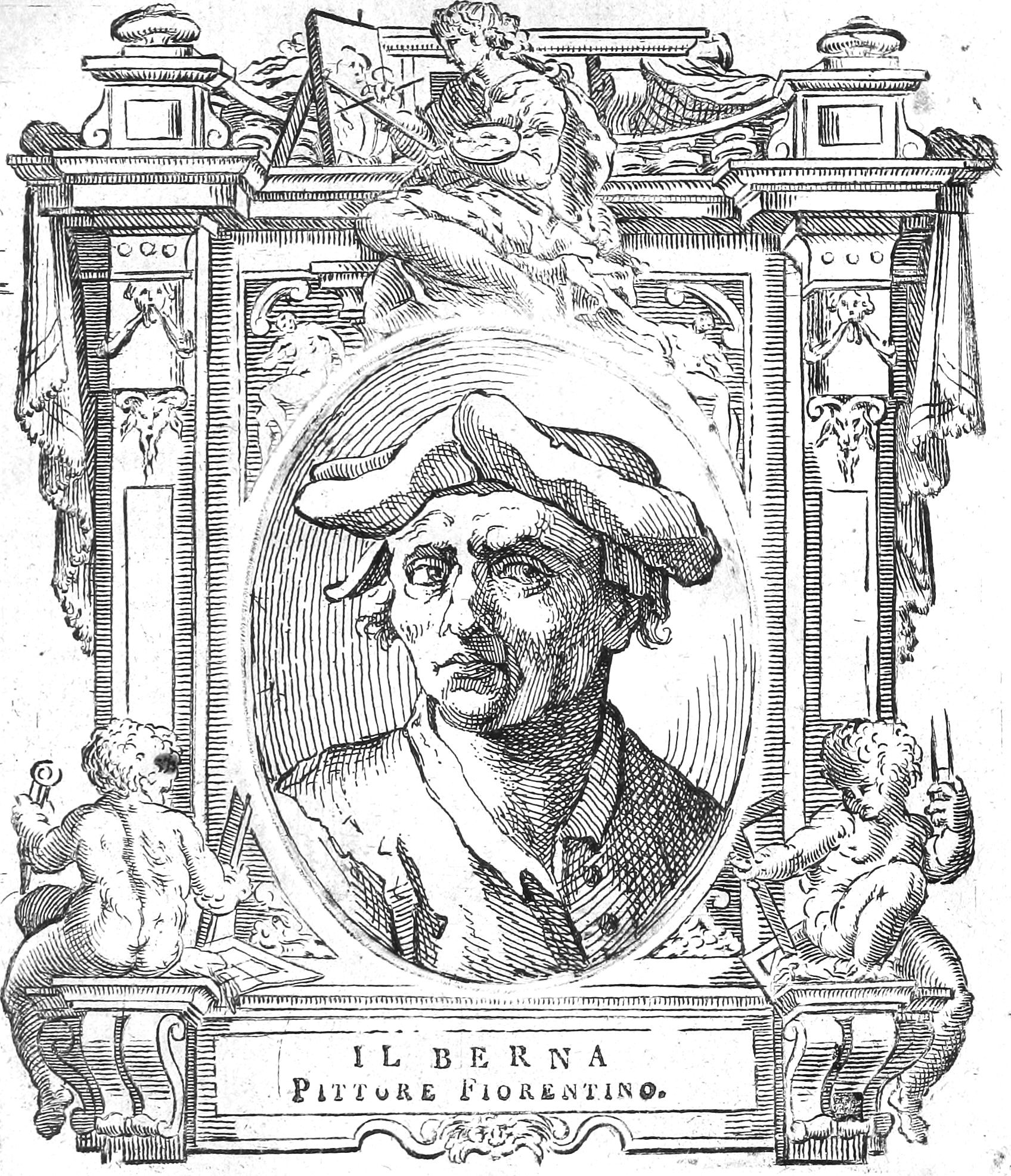
Barna di Siena

Barna da Siena oder Berna da Siena soll ein italienischer Maler gewesen und im 14. Jahrhundert aktiv gewesen sein.

## Leben
Da Siena soll in vielen Kirchen Fresken angefertigt haben und um 1369 nach Arezzo gekommen sein, um dort die bereits zuvor in Florenz dargestellte Legende des hl. Jacobus auszuführen. Er soll auch als Maler in San Gimignano tätig gewesen sein. Im bischöflichen Palast in Arezzo ist eine ihm zugeschriebene Darstellung einer Kreuzigung mit Heiligen erhalten, die er für Guccio di Vanni Tarlati malte. In der Kollegiatskirche in San Gimignano soll er Fresken geschaffen haben, die als sein Hauptwerk angesehen werden. Sie umfassen 30 Szenen aus der Passion Jesu. Die Werke wurden von den italienischen Malern Duccio di Buoninsegna, den Brüdern Ambrogio und Pietro Lorenzetti sowie von Simone Martini geprägt. Nach Giorgio Vasaris Angaben soll er im Jahr 1381 bei diesen Arbeiten vom Gerüst gefallen und verstorben sein. Der ebenfalls nicht nachweisbare Maler Giovanni d’Asciano soll als dessen Schüler die Fresken in der Kirche in San Gimignano vollendet haben.  Da keines der Werke signiert oder datiert ist und es auch keine gesicherten Belege in Urkunden oder Dokumenten über diese gibt, sind diese nur Zuschreibungen.

## Zuschreibungen (Auswahl)

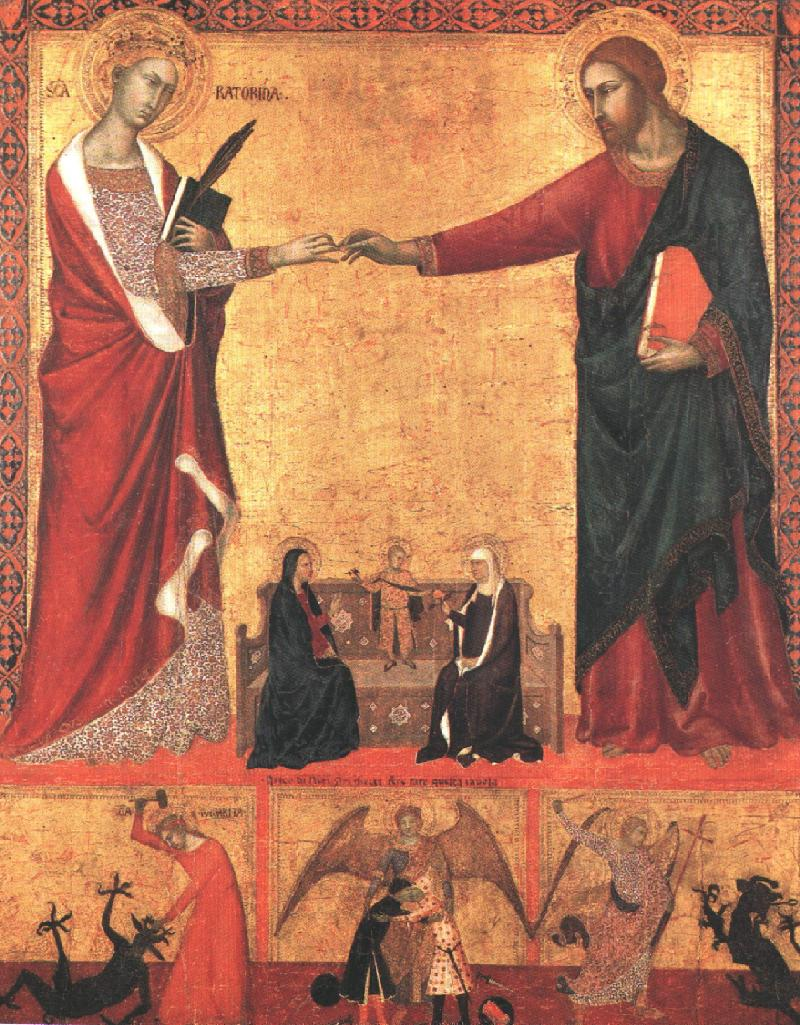
Hochzeit der Heiligen Kathrin
Jesus trägt das Kreuz
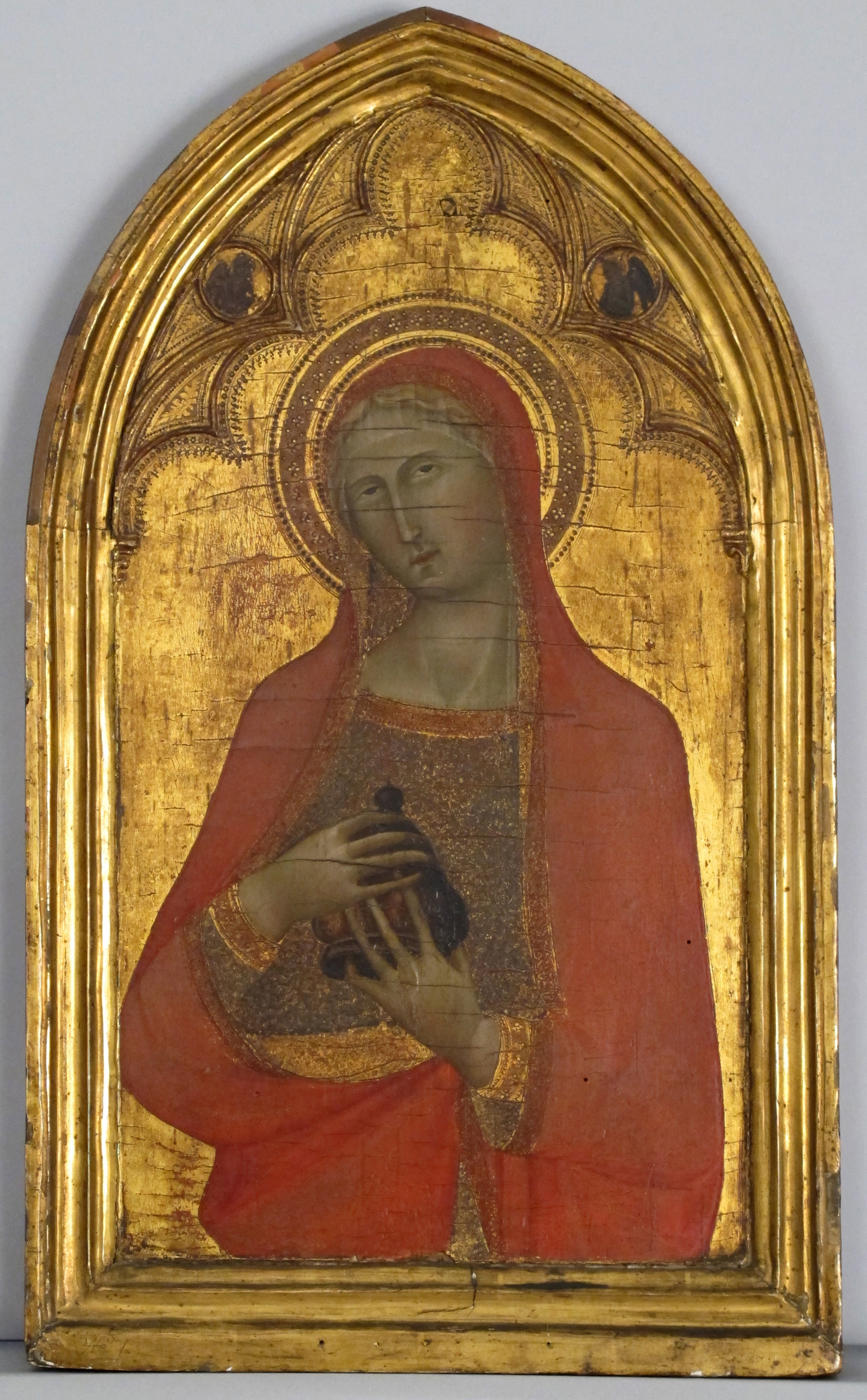
Die Heilige Maria Magdalena
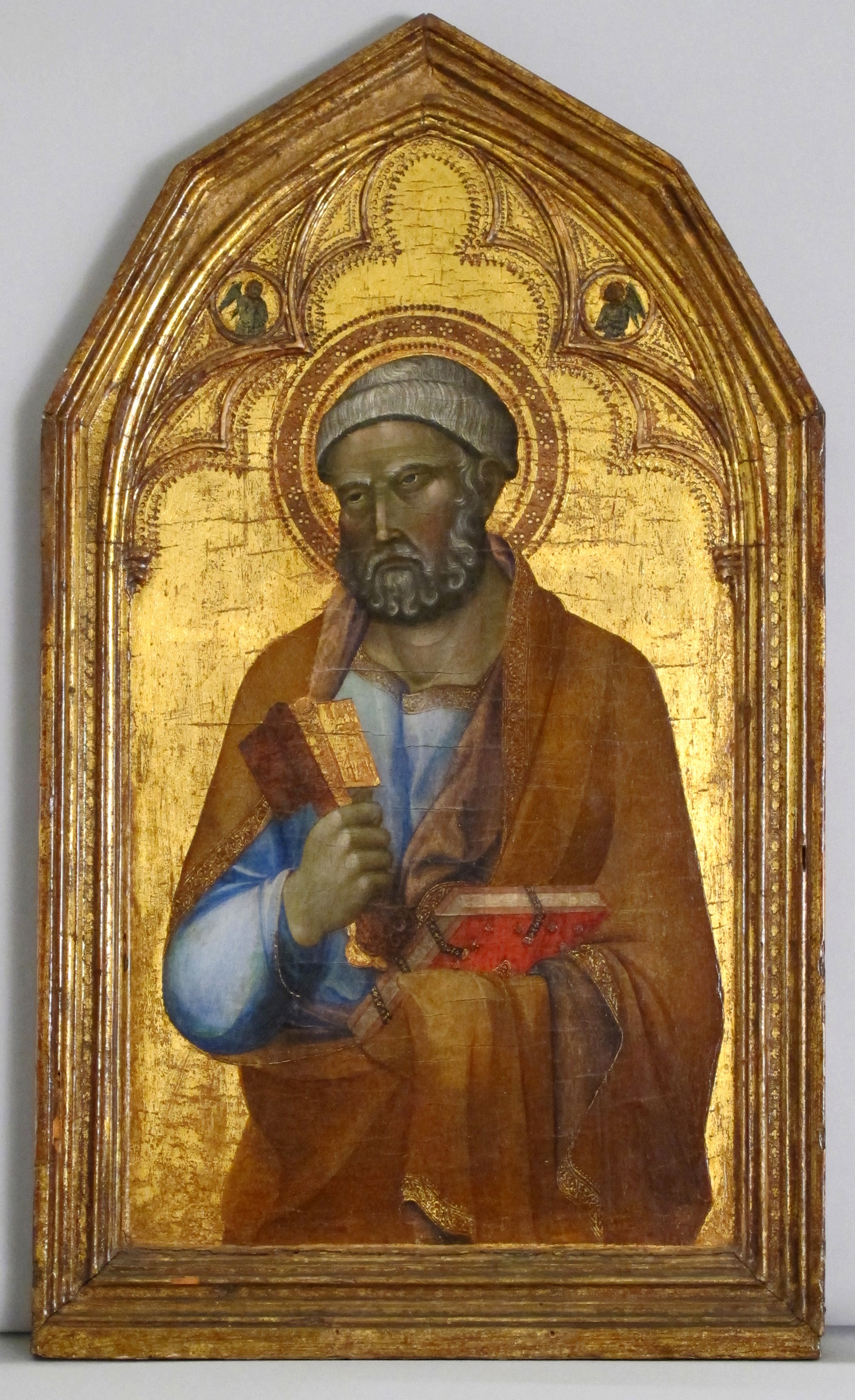
Der Heilige Peter